# Danburite
La danburite è un minerale per lo più incolore appartenente al gruppo omonimo.

## Storia
Fu descritta per la prima volta nel 1839 e chiamata così per la località degli Stati Uniti in cui venne scoperta, Danbury, nei pressi di Fairfield (Connecticut).

## Abito cristallino
Bipiramidale. Prismatico.

## Origine e giacitura
All'interno di fessure, dove incrosta sia le pareti, che i minerali preesistenti, in particolare l'albite.

## Forma in cui si presenta in natura
I prismi sono simili al topazio, spesso con molte faccette e con striature verticali. I prismi spesso sono appuntiti o a cuneo o, a volte, piatti. Rare sono le forme massive o granulari.

## Proprietà chimico-fisiche
Al cannello si fonde abbastanza facilmente colorando di verde la fiamma per via della presenza di boro.

## Località di ritrovamento
- In Europa: Piz Vallatscha e Piz Miez nell'alta Val Medel nel cantone Grigioni[2] nonché nel cantone Uri (Svizzera); Unione Sovietica;[3]
- In Italia: Liguria; nei lapilli vulcanici laziali tra cui presso Ronciglione e San Martino al Cimino e a Tre Croci nel Viterbese;[2]
- Resto del Mondo: Oltre che a Danbury a Charcas nello Stato di San Luis Potosí (Messico); Maharitra (Madagascar); Toroku nell'isola di Kyūshū (Giappone) e nel distretto di Mogok (Birmania) ove, in quest'ultimo caso, sono presenti dei cristalli gialli usati in gioielleria.[2]